# Paul Westerberg
Paul Harold Westerberg (31 de diciembre de 1959) es un músico estadounidense conocido por ser el líder y compositor de The Replacements, una de las bandas pioneras del rock alternativo de la década de los ochenta.

## Carrera como solista
El trabajo en solitario de este artista comenzó junto con el fin de la banda, hecho que se refleja en el último disco de The Replacements, llamado “All Shook Down” (1990). En esa producción participaron un gran número de artistas invitados, debido a que Westerberg trabajó prácticamente sin sus compañeros de grupo, quienes tuvieron una participación menor.
Su primer trabajo oficial en solitario fueron dos canciones pertenecientes a la banda sonora de la película Singles, del director Cameron Crowe (1992). Luego editó su primer álbum llamado, “14 Songs”. De ahí en adelante se destacó también por su participación en distintas bandas sonoras, desde series televisivas como Melrose Place y Friends, hasta de producciones fílmicas, como su cover de “Nowhere Man”, de The Beatles, para la película I am Sam (2002).

## Otros trabajos
Con cuatro discos editados, en 1999 comenzó un receso que duró tres años, tiempo en el cual además cambió de mánager y de sello. Su regreso fue con los discos “Stereo” y “Mono”, producciones que fueron consideradas como los mejores productos de su carrera solista. 
Hoy en día, su discografía de solista contempla once discos, el último de ellos corresponde a la banda sonora de la película animada Open Season, en la que participa con ocho de los diez temas que conforman la producción.
- Datos: Q1386311
- Multimedia: Paul Westerberg / Q1386311